# Burgstall Kopffelsen
Der Burgstall Kopffelsen bezeichnet eine abgegangene mittelalterliche Spornburg 260 m östlich der Pfarrkirche St. Maria von Mühlbach, einem Gemeindeteil der oberpfälzischen Stadt Dietfurt an der Altmühl im Landkreis Neumarkt in der Oberpfalz. Die Anlage wird als Bodendenkmal unter der Aktennummer D-3-6935-0039 als „Felsturm ‚Kopffelsen‘ mit vorgeschichtlichen Funden“ geführt. Im Anschluss nach Osten erstreckt sich eine dreieckförmige „Abschnittsbefestigung vor- und frühgeschichtlicher Zeitstellung“, die unter der Aktennummer D-3-6935-0038 geführt wird.

## Beschreibung

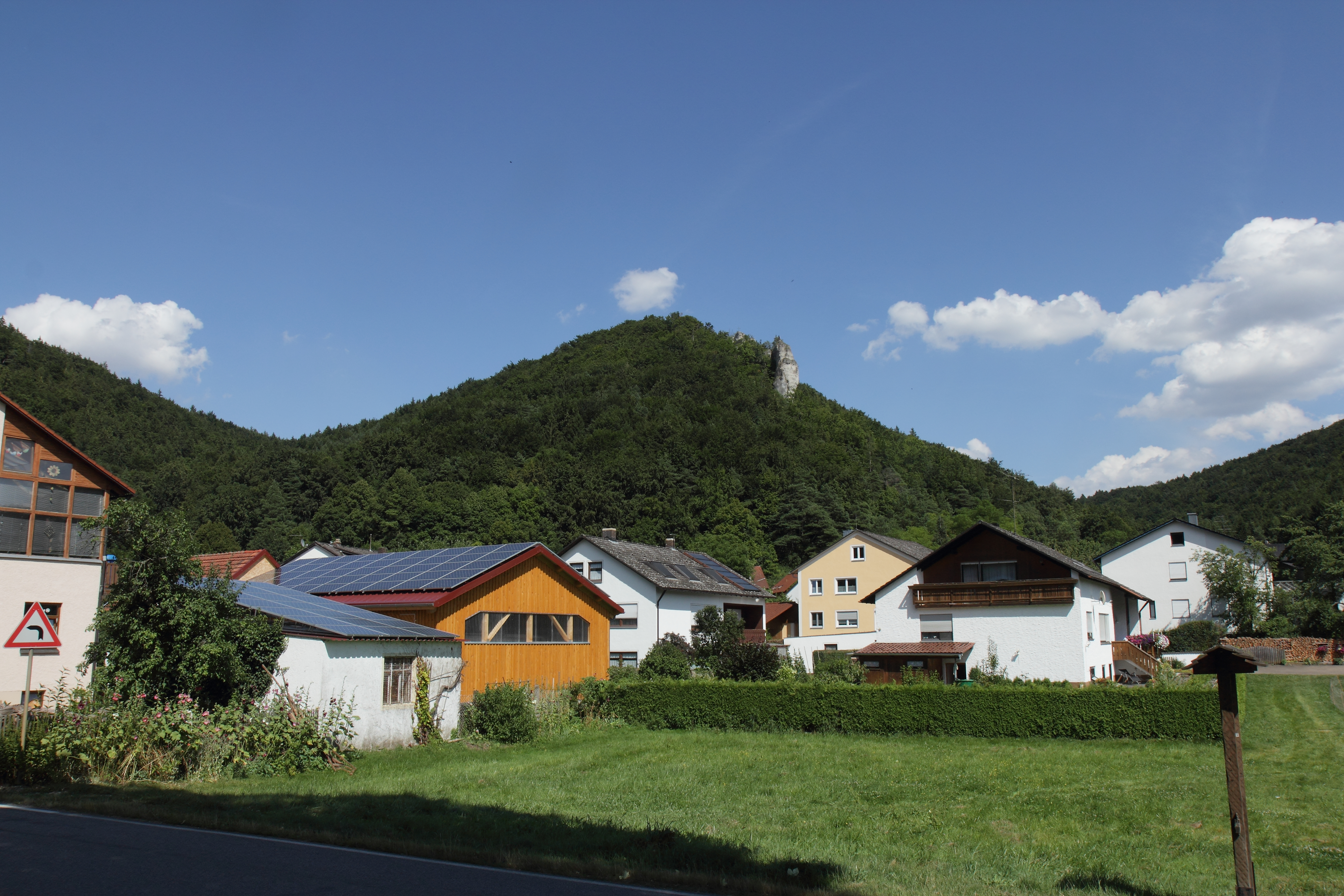
Ansicht des Kopffelsens von Mühlbach aus (2013)

Ein starker Sporn der Albhochfläche, die in das Mühlbachtal vorspringt, läuft an seiner Spitze in einen imposanten Felsgrat aus. Dessen Seiten werden durch senkrecht abfallende Felswände geschützt. 500 m vor der Spitze ist über die Zunge ein Halsgraben von 4 m Breite und 1 m Tiefe aus dem Felsen gehauen. 150 m vor diesem schließt ein leicht vorgewölbter Abschnittswall beiderseits an die Steilhänge an. Der Wall ist 9 m und der Graben 7 m breit. Die Wallhöhe beträgt innen 1,5 und von der Grabensohle aus 2,5 m. Die vorhandenen Durchbrüche sind rezent angelegt. 200 m vor dem Wall liegt ein kleiner, 50 m langer Vorwall mit einem vorgelegten Spitzwall ohne Anschluss an die Steilhänge. Wall und Graben sind 4 m breit und die Wallhöhe beträgt von der Grabensohle aus 1,8 m.